# Élections locales écossaises de 2007 à Moray
Pour un article plus général, voir Élections locales écossaises de 2007.

Les élections locales écossaises de 2007 à Moray se sont tenues le 3 mai 2007.

## Composition du conseil
Majorité absolue : 14 sièges
| Parti        | Sièges  |
| ------------ | ------- |
| Indépendant  | 12 / 26 |
| SNP          | 9 / 26  |
| Conservateur | 3 / 26  |
| Travailliste | 2 / 26  |